# Предраг Тимко
Предраг Тимко (27. јул 1949) бивши је југословенски и српски рукометаш.

## Спортска каријера
Рођен је 27. јула 1949. године. Играо је у Југославији за рукометни клуб Криваја из Завидовића. Након тога прешао је у немачки Кил 1977. године. Одиграо је три сезоне у Килу и био је најбољи стрелац Бундеслиге у сезони 1979/80. са 178 постигнутих голова. Од 1980. играо је за Рајнкендорфер Фухсе из Берлина, којем је такође остао веран три године. Тимко је постигао укупно 465 голова на 106 утакмица Бундеслиге.
За сениорску рукометну репрезентацију Југославије, играо је 25 пута, док је одиграо 40 утакмица за Б репрезентацију. Са југословенским тимом завршио је на петом месту на Летњим олимпијским играма 1976. године у Монтреалу.

## Успеси
Кил
- Најбољи стрелац Бундеслиге: 1979/80.